# Campionati del mondo di atletica leggera indoor 2025 - 60 metri piani maschili
La gara dei 60 metri piani maschili dei campionati del mondo di atletica leggera indoor 2025 si è svolta il 21 marzo 2025 a Nanchino.

## Podio
| Pos.    | Atleta          | Nazionalità   | Tempo |
| ------- | --------------- | ------------- | ----- |
| Oro     | Jeremiah Azu    | Gran Bretagna | 6"49  |
| Argento | Lachlan Kennedy | Australia     | 6"50  |
| Bronzo  | Akani Simbine   | Sudafrica     | 6"54  |

## Situazione pre-gara

### Record
Prima di questa competizione, il record del mondo e il record dei campionati erano i seguenti.
| Record                | Prestazione | Atleta                        | Data e luogo                              | Competizione                     |
| --------------------- | ----------- | ----------------------------- | ----------------------------------------- | -------------------------------- |
| Record mondiale       | 6"34        | Christian Coleman Stati Uniti | 18 febbraio 2018 Albuquerque, Stati Uniti | Campionati statunitensi indoor   |
| Record dei campionati | 6"37        | Christian Coleman Stati Uniti | 3 marzo 2018 Birmingham, Regno Unito      | Campionati del mondo indoor 2018 |

## Qualificazioni
Per i 60 metri piani maschili il periodo di qualifica andava dal 1º settembre 2024 al 9 marzo 2025. Gli atleti potevano ottenere la qualificazione rientrando nello standard di 6"55, con una wildcard o in base al loro piazzamento nel World Athletics Rankings.

## Risultati

### Batterie di qualificazione
Le batterie di qualificazione si sono tenute il 21 marzo 2025 a partire dalle ore 12:55.
Passano alle semifinali i primi due atleti di ogni batteria (Q) e i successivi otto atleti più veloci (q).

#### Batteria 1
| Pos | Corsia | Atleta           | Nazionalità | Tempo | Note                                     |
| --- | ------ | ---------------- | ----------- | ----- | ---------------------------------------- |
| 1   | 6      | Akani Simbine    | Sudafrica   | 6"57  | Q                                        |
| 2   | 3      | Deng Xinrui      | Cina        | 6"64  | Q                                        |
| 3   | 8      | Norris Spike     | Canada      | 6"74  |                                          |
| 4   | 2      | Favoris Muzrapov | Tagikistan  | 6"86  |                                          |
| 5   | 7      | Ján Volko        | Slovacchia  | 6"87  |                                          |
| 6   | 4      | Aayush Kunwar    | Nepal       | 7"16  | Miglior prestazione personale stagionale |
| 7   | 5      | Andrew Robertson | Regno Unito | 17"86 |                                          |

#### Batteria 2
| Pos | Corsia | Atleta            | Nazionalità    | Tempo       | Note                          |
| --- | ------ | ----------------- | -------------- | ----------- | ----------------------------- |
| 1   | 3      | Coby Hilton       | Stati Uniti    | 6"70 (.693) | Q                             |
| 2   | 3      | William Reais     | Svizzera       | 6"70 (.697) | Q                             |
| 3   | 6      | Chamod Yodasinghe | Sri Lanka      | 6"70 (.697) | Q                             |
| 4   | 1      | Joshua Azzopardi  | Australia      | 6"70 (.698) |                               |
| 5   | 7      | Adas Dambrauskas  | Lituania       | 6"76        |                               |
| 6   | 5      | Thiago Prata      | Brasile        | 6"81        |                               |
| 7   | 4      | Luke Haga         | Isole Salomone | 7"30        | Miglior prestazione personale |
| 8   | 8      | Joe Sika          | Tonga          | 7"97        | Miglior prestazione personale |

#### Batteria 3
| Pos | Corsia | Atleta            | Nazionalità               | Tempo | Note                          |
| --- | ------ | ----------------- | ------------------------- | ----- | ----------------------------- |
| 1   | 8      | Rikkoi Brathwaite | Isole Vergini Britanniche | 6"64  | Q                             |
| 2   | 5      | Guillem Crespi    | Spagna                    | 6"67  | Q                             |
| 3   | 2      | Nishion Ebanks    | Giamaica                  | 6"70  |                               |
| 4   | 4      | Franco Florio     | Argentina                 | 6"76  |                               |
| 5   | 7      | Beppe Grillo      | Malta                     | 6"87  |                               |
| 6   | 6      | Hassan Saaid      | Maldive                   | 7"05  |                               |
| 7   | 3      | Stanislaus Kostka | Micronesia                | 7"43  | Miglior prestazione personale |

#### Batteria 4
| Pos | Corsia | Atleta               | Nazionalità | Tempo | Note                          |
| --- | ------ | -------------------- | ----------- | ----- | ----------------------------- |
| 1   | 5      | Eloy Benitez         | Porto Rico  | 6"49  | Q                             |
| 2   | 4      | Ali Al-Balushi       | Oman        | 6"58  | Q                             |
| 3   | 3      | Naoki Nishioka       | Giappone    | 6"67  | q                             |
| 4   | 6      | Marc Brian Louis     | Singapore   | 6"68  | q                             |
| 5   | 7      | Yassin Bandaogo      | Italia      | 6"74  |                               |
| 6   | 8      | Robert Janis Zalitis | Lettonia    | 6"78  |                               |
| 7   | 2      | Reita Kakianako      | Kiribati    | 7"47  | Miglior prestazione personale |

#### Batteria 5
| Pos | Corsia | Atleta          | Nazionalità        | Tempo | Note             |
| --- | ------ | --------------- | ------------------ | ----- | ---------------- |
| 1   | 3      | Ronnie Baker    | Stati Uniti        | 6"56  | Q                |
| 2   | 6      | Malachi Murray  | Canada             | 6"63  | Q                |
| 3   | 2      | Xie Zhenye      | Cina               | 6"64  | q                |
| 4   | 8      | Pais Wisil      | Papua Nuova Guinea | 6"66  | q                |
| 5   | 5      | Eino Vuori      | Finlandia          | 6.77  |                  |
| 6   | 7      | Andro Grigoryan | Georgia            | 7"03  |                  |
| 7   | 4      | Daniel Tolosa   | Isole Cook         | 7"12  | Record nazionale |

#### Batteria 6
| Pos | Corsia | Atleta           | Nazionalità        | Tempo | Note                                     |
| --- | ------ | ---------------- | ------------------ | ----- | ---------------------------------------- |
| 1   | 5      | Jeremiah Azu     | Regno Unito        | 6"53  | Q                                        |
| 2   | 7      | Julian Forde     | Barbados           | 6"57  | Q                                        |
| 3   | 6      | Arthur Cissé     | Costa d'Avorio     | 6"65  | q                                        |
| 4   | 2      | Emmanuel Wells   | Stati Uniti        | 6"76  |                                          |
| 5   | 3      | Mustafa Kemal Ay | Turchia            | 6"77  |                                          |
| 6   | 8      | Raihau Maiau     | Polinesia francese | 6"85  | Miglior prestazione personale stagionale |
| 7   | 4      | Winzar Kakiouea  | Nauru              | 7"09  |                                          |

#### Batteria 7
| Pos | Corsia | Atleta                | Nazionalità   | Tempo | Note                          |
| --- | ------ | --------------------- | ------------- | ----- | ----------------------------- |
| 1   | 4      | Lachlan Kennedy       | Australia     | 6"52  | Q                             |
| 2   | 5      | Tiaan Whelpton        | Nuova Zelanda | 6"62  | Q                             |
| 3   | 8      | Stephen Awuah Baffour | Italia        | 6"66  | q                             |
| 4   | 1      | Ertan Ozkan           | Turchia       | 6"75  |                               |
| 5   | 7      | Chan Yat Lok          | Hong Kong     | 6"81  |                               |
| 6   | 2      | Chan Kin Wa           | Macao         | 6"94  |                               |
| 7   | 3      | Johnny Key            | Samoa         | 7"04  | Miglior prestazione personale |
| 8   | 6      | Rizan Leo Rara        | Vanuatu       | 7"17  | Miglior prestazione personale |

#### Batteria 8
| Pos | Corsia | Atleta             | Nazionalità | Tempo | Note             |
| --- | ------ | ------------------ | ----------- | ----- | ---------------- |
| 1   | 5      | Rohan Watson       | Giamaica    | 6"54  | Q                |
| 2   | 2      | Yoshiki Kinashi    | Giappone    | 6"60  | Q                |
| 3   | 8      | Dominik Illovszky  | Ungheria    | 6"63  | q                |
| 4   | 7      | Mamadou Fall Sarr  | Senegal     | 6"67  | q                |
| 5   | 4      | Nikola Karamanolov | Bulgaria    | 6"71  |                  |
| 6   | 3      | Waisele Inoke      | Figi        | 6"94  |                  |
| 7   | 6      | Sorsy Phompakdi    | Laos        | 7"04  | Record nazionale |

### Semifinali
Le semifinali si sono tenute il 21 marzo 2025 a partire dalle ore 20:05.
Passano alla finale i primi due atleti di ogni batteria (Q) e i successivi due atleti più veloci (q).

#### Semifinale 1
| Pos | Corsia | Atleta                | Nazionalità        | Tempo | Note |
| --- | ------ | --------------------- | ------------------ | ----- | ---- |
| 1   | 4      | Jeremiah Azu          | Regno Unito        | 6"52  | Q    |
| 2   | 6      | Rohan Watson          | Giamaica           | 6"58  | Q    |
| 3   | 5      | Julian Forde          | Barbados           | 6"59  | q    |
| 4   | 3      | Ali Al-Balushi        | Oman               | 6"61  |      |
| 5   | 7      | Guillem Crespi        | Spagna             | 6"64  |      |
| 6   | 1      | Stephen Awuah Baffour | Italia             | 6"67  |      |
| 7   | 2      | William Reais         | Svizzera           | 6"72  |      |
| 8   | 8      | Pais Wisil            | Papua Nuova Guinea | 6"73  |      |

#### Semifinale 2
| Pos | Corsia | Atleta            | Nazionalità               | Tempo       | Note |
| --- | ------ | ----------------- | ------------------------- | ----------- | ---- |
| 1   | 6      | Ronnie Baker      | Stati Uniti               | 6"51        | Q    |
| 2   | 5      | Lachlan Kennedy   | Australia                 | 6"54        | Q    |
| 3   | 2      | Deng Xinrui       | Cina                      | 6"61        |      |
| 4   | 4      | Rikkoi Brathwaite | Isole Vergini Britanniche | 6"63 (.621) |      |
| 5   | 3      | Yoshiki Kinashi   | Giappone                  | 6"63 (.630) |      |
| 6   | 8      | Arthur Cissé      | Costa d'Avorio            | 6"67        |      |
| 7   | 1      | Mamadou Fall Sarr | Senegal                   | 6"68        |      |
| 8   | 7      | Chamod Yodasinghe | Sri Lanka                 | 6"70        |      |

#### Semifinale 3
| Pos | Corsia | Atleta            | Nazionalità   | Tempo | Note |
| --- | ------ | ----------------- | ------------- | ----- | ---- |
| 1   | 5      | Eloy Benitez      | Porto Rico    | 6"52  | Q    |
| 2   | 3      | Akani Simbine     | Sudafrica     | 6"53  | Q    |
| 3   | 1      | Xie Zhenye        | Cina          | 6"60  | q    |
| 4   | 8      | Naoki Nishioka    | Giappone      | 6"62  |      |
| 5   | 2      | Dominik Illovszky | Ungheria      | 6"63  |      |
| 6   | 7      | Malachi Murray    | Canada        | 6"65  |      |
| 7   | 6      | Coby Hilton       | Stati Uniti   | 6"67  |      |
| 8   | 4      | Tiaan Whelpton    | Nuova Zelanda | 6"70  |      |

### Finale
La finale si è tenuta il 21 marzo 2025 alle ore 21:25.
| Pos     | Corsia | Atleta          | Nazionalità | Tempo       | Note                          |
| ------- | ------ | --------------- | ----------- | ----------- | ----------------------------- |
| Oro     | 6      | Jeremiah Azu    | Regno Unito | 6"49        | Miglior prestazione personale |
| Argento | 2      | Lachlan Kennedy | Australia   | 6"50        |                               |
| Bronzo  | 3      | Akani Simbine   | Sudafrica   | 6"54        |                               |
| 4       | 1      | Xie Zhenye      | Cina        | 6"58        |                               |
| 5       | 7      | Rohan Watson    | Giamaica    | 6"59 (.585) |                               |
| 6       | 4      | Ronnie Baker    | Stati Uniti | 6"59 (.586) |                               |
| 7       | 8      | Julian Forde    | Barbados    | 6"64        |                               |
| 8       | 5      | Eloy Benitez    | Porto Rico  | dnf         |                               |